# Campeonato da NACAC de Atletismo de 2022
A 4ª edição do Campeonato da NACAC de Atletismo foi um campeonato regional de atletismo organizado pela NACAC no estádio Complexo Esportivo Grand Bahama, na cidade de Freeport, em Bahamas. Um total de 43 eventos foi disputado, contando com a presença de 329 atletas de 26 nacionalidades.

## Quadro de medalhas
| Ordem | País                     | Medalha de ouro | Medalha de prata | Medalha de bronze | Total |
| ----- | ------------------------ | --------------- | ---------------- | ----------------- | ----- |
| 1     | Estados Unidos           | 29              | 22               | 12                | 63    |
| 2     | Jamaica                  | 6               | 9                | 9                 | 24    |
| 3     | Canadá                   | 2               | 3                | 9                 | 14    |
| 4     | Cuba                     | 2               | 1                | 3                 | 6     |
| 5     | Guatemala                | 2               | 0                | 1                 | 3     |
| 6     | Bahamas                  | 1               | 2                | 4                 | 7     |
| 7     | Dominica                 | 1               | 0                | 0                 | 1     |
| 7     | Ilhas Virgens Britânicas | 1               | 0                | 0                 | 1     |
| 9     | Trinidad e Tobago        | 0               | 2                | 0                 | 2     |
| 10    | Barbados                 | 0               | 1                | 0                 | 1     |
| 10    | Bermudas                 | 0               | 1                | 0                 | 1     |
| 10    | São Vicente e Granadinas | 0               | 1                | 0                 | 1     |
| 13    | Antígua e Barbuda        | 0               | 0                | 1                 | 1     |
| 13    | México                   | 0               | 0                | 1                 | 1     |
| 13    | Porto Rico               | 0               | 0                | 1                 | 1     |
| Total | Total                    | 44              | 42               | 41                | 127   |

## Medalhistas
Resultados completos foram publicados.

### Masculino
| Evento                      | Ouro                                                                              | Ouro       | Prata                                                                              | Prata      | Bronze                                                                     | Bronze     |
| --------------------------- | --------------------------------------------------------------------------------- | ---------- | ---------------------------------------------------------------------------------- | ---------- | -------------------------------------------------------------------------- | ---------- |
| 100 metros                  | Ackeem Blake · Jamaica                                                            | 9.98       | Kyree King · Estados Unidos                                                        | 10.08      | Brandon Carnes · Estados Unidos                                            | 10.12      |
| 200 metros                  | Andrew Hudson · Jamaica                                                           | 19.87      | Kyree King · Estados Unidos                                                        | 20.00      | Josephus Lyles · Estados Unidos                                            | 20.18      |
| 400 metros                  | Christopher Taylor · Jamaica                                                      | 44.63      | Nathon Allen · Jamaica                                                             | 45.04      | Bryce Deadmon · Estados Unidos                                             | 45.06      |
| 800 metros                  | Jonah Koech · Estados Unidos                                                      | 1:45.87    | Handal Roban · São Vicente e Granadinas                                            | 1:47.03    | Brannon Kidder · Estados Unidos                                            | 1:47.63    |
| 1 500 metros                | Eric Holt · Estados Unidos                                                        | 3:37.62    | Josh Thompson · Estados Unidos                                                     | 3:37.88    | Charles Philibert-Thiboutot · Canadá                                       | 3:37.91    |
| 5 000 metros                | Woody Kincaid · Estados Unidos                                                    | 14:48.58   | Thomas Fafard · Canadá                                                             | 14:49.41   | Kieran Lumb · Canadá                                                       | 14:50.06   |
| 10 000 metros               | Sean McGorty · Estados Unidos                                                     | 29:23.77   | Dillon Maggard · Estados Unidos                                                    | 29:33.57   | Andrew Alexander · Canadá                                                  | 29:33.73   |
| 110 metros barreiras        | Freddie Crittenden · Estados Unidos                                               | 13.00      | Jamal Britt · Estados Unidos                                                       | 13.08      | Orlando Bennett · Jamaica                                                  | 13.18      |
| 400 metros barreiras        | Kyron McMaster · Ilhas Virgens Britânicas                                         | 47.34      | Khallifah Rosser · Estados Unidos                                                  | 47.59      | CJ Allen · Estados Unidos                                                  | 48.23      |
| 3.000 metros com obstáculos | Evan Jager · Estados Unidos                                                       | 8:22.55    | Duncan Hamilton · Estados Unidos                                                   | 8:31.19    | Jean-Simon Desgagnés · Canadá                                              | 8:33.25    |
| 4×100 metros estafetas      | · Lawrence Johnson · Brandon Carnes · Isiah Young · Kyree King · Estados Unidos   | 38.29      | · Jerod Elcock · Eric Harrison Jr. · Asa Guevara · Kyle Greaux · Trindade e Tobago | 38.931     | · Ackeem Blake · Andrew Hudson · Kadrian Goldson · Jazeel Murphy · Jamaica | 38.933     |
| 4×400 metros estafetas      | · Quincy Hall · Ismail Turner · Khallifah Rosser · Bryce Deadmon · Estados Unidos | 3:01.79    | · Demish Gaye · Karayme Bartley · Javon Francis · Christopher Taylor · Jamaica     | 3:05.47    | · Kinard Rolle · Alonzo Russell · Shakeem Smith · Wendell Miller · Bahamas | 3:06.21    |
| 20 km marcha atlética       | José Ortiz · Guatemala                                                            | 1:26:21.08 | Evan Dunfee · Canadá                                                               | 1:27:17.91 | Érick Barrondo · Guatemala                                                 | 1:28:32.19 |
| Salto em altura             | Luis Enrique Zayas · Cuba Django Lovett · Canadá                                  | 2.25       | Não concedido                                                                      | —          | Donald Thomas · Bahamas                                                    | 2.25       |
| Salto com vara              | Eduardo Nápoles · Cuba                                                            | 5.25 m     | Luke Winder · Estados Unidos                                                       | 5.05 m     | Apenas dois finalistas                                                     | —          |
| Salto em comprimento        | William Williams · Estados Unidos                                                 | 7.89 m     | Tajay Gayle · Jamaica                                                              | 7.81 m     | Shawn-D Thompson · Jamaica                                                 | 7.75 m     |
| Salto triplo                | Chris Benard · Estados Unidos                                                     | 16.40 m    | Jah-Nhai Perinchief · Bermudas                                                     | 15.89 m    | Taeco O'Garro · Antígua e Barbuda                                          | 15.70 m    |
| Arremesso de peso           | Roger Steen · Estados Unidos                                                      | 20.78 m    | Adrian Piperi · Estados Unidos                                                     | 20.76 m    | O'Dayne Richards · Jamaica                                                 | 20.05 m    |
| Lançamento de disco         | Traves Smikle · Jamaica                                                           | 62.89 m    | Fedrick Dacres · Jamaica                                                           | 62.79 m    | Mario Díaz · Cuba                                                          | 62.13 m    |
| Lançamento do martelo       | Rudy Winkler · Estados Unidos                                                     | 78.29 m    | Daniel Haugh · Estados Unidos                                                      | 76.38 m    | Rowan Hamilton · Canadá                                                    | 74.36 m    |
| Lançamento do dardo         | Curtis Thompson · Estados Unidos                                                  | 84.32 m    | Keshorn Walcott · Trindade e Tobago                                                | 83.94 m    | Ethan Dabbs · Estados Unidos                                               | 81.43 m    |

### Feminino
| Evento                      | Ouro                                                                                       | Ouro       | Prata                                                                                   | Prata      | Bronze                                                                        | Bronze     |
| --------------------------- | ------------------------------------------------------------------------------------------ | ---------- | --------------------------------------------------------------------------------------- | ---------- | ----------------------------------------------------------------------------- | ---------- |
| 100 metros                  | Shericka Jackson · Jamaica                                                                 | 10.83      | Celera Barnes · Estados Unidos                                                          | 11.10      | Natasha Morrison · Jamaica                                                    | 11.11      |
| 200 metros                  | Brittany Brown · Estados Unidos                                                            | 22.35      | Tynia Gaither · Bahamas                                                                 | 22.41      | A'Keyla Mitchell · Estados Unidos                                             | 22.53      |
| 400 metros                  | Shaunae Miller-Uibo · Bahamas                                                              | 49.40      | Sada Williams · Barbados                                                                | 49.86      | Stephenie Ann McPherson · Jamaica                                             | 50.36      |
| 800 metros                  | Ajeé Wilson · Estados Unidos                                                               | 1:58.47    | Allie Wilson · Estados Unidos                                                           | 1:58.48    | Adelle Tracey · Jamaica                                                       | 1:59.54    |
| 1 500 metros                | Heather MacLean · Estados Unidos                                                           | 4:04.53    | Adelle Tracey · Jamaica                                                                 | 4:08.42    | Helen Schlachtenhaufen · Estados Unidos                                       | 4:10.43    |
| 5 000 metros                | Natosha Rogers · Estados Unidos                                                            | 15:11.68   | Fiona O'Keeffe · Estados Unidos                                                         | 15:15.13   | Rebecca Bassett · Canadá*                                                     | 16:15.95   |
| 10 000 metros               | Stephanie Bruce · Estados Unidos                                                           | 33:12.42   | Emily Lipari · Estados Unidos                                                           | 33:54.61   | Beverly Ramos · Porto Rico                                                    | 35:01.33   |
| 100 metros barreiras        | Alaysha Johnson · Estados Unidos                                                           | 12.62      | Megan Tapper · Jamaica                                                                  | 12.68      | Devynne Charlton · Bahamas                                                    | 12.71      |
| 400 metros barreiras        | Shiann Salmon · Jamaica                                                                    | 54.22      | Janieve Russell · Jamaica                                                               | 54.87      | Cassandra Tate · Estados Unidos                                               | 55.62      |
| 3.000 metros com obstáculos | Gabrielle Jennings · Estados Unidos                                                        | 9:34.36    | Katie Rainsberger · Estados Unidos                                                      | 9:40.74    | Regan Yee · Canadá*                                                           | 9:54.92    |
| 4×100 metros estafetas      | · Javianne Oliver · Teahna Daniels · Morolake Akinosun · Celera Barnes · Estados Unidos    | 42.35      | · Printassia Johnson · Anthonique Strachan · Devynne Charlton · Tynia Gaither · Bahamas | 43.34      | · Natalliah Whyte · Natasha Morrison · Sada Williams · Megan Tapper · Jamaica | 43.49      |
| 4×400 metros estafetas      | Kaylin Whitney · Kyra Jefferson · A'Keyla Mitchell · Jaide Stepter Baynes · Estados Unidos | 3:23.54    | Andrenette Knight · Junelle Bromfield · Shiann Salmon · Janieve Russell · Jamaica       | 3:26.32    | Apenas duas equipes                                                           | —          |
| 20 km marcha atlética       | Mirna Ortiz · Guatemala                                                                    | 1:40:04.78 | Robyn Stevens · Estados Unidos                                                          | 1:40:47.16 | Maria Michta-Coffey · Estados Unidos                                          | 1:42:14.32 |
| Salto em altura             | Vashti Cunningham · Estados Unidos                                                         | 1.92 m     | Rachel Glenn · Estados Unidos                                                           | 1.84 m     | Ximena Esquivel · México                                                      | 1.81 m     |
| Salto com vara              | Alina McDonald · Estados Unidos                                                            | 4.50 m     | Emily Grove · Estados Unidos                                                            | 4.40 m     | Rachel Hyink · Canadá                                                         | 4.20 m     |
| Salto em comprimento        | Quanesha Burks · Estados Unidos                                                            | 6.75 m     | Christabel Nettey · Canadá                                                              | 6.46 m     | Chanice Porter · Jamaica                                                      | 6.43 m     |
| Salto triplo                | Thea LaFond · Domínica                                                                     | 14.49 m    | Keturah Orji · Estados Unidos                                                           | 14.32 m    | Davisleydi Velazco · Cuba                                                     | 14.08 m    |
| Arremesso de peso           | Sarah Mitton · Canadá                                                                      | 20.15 m    | Jessica Woodard · Estados Unidos                                                        | 18.82 m    | Jessica Ramsey · Estados Unidos                                               | 18.74 m    |
| Lançamento de disco         | Laulauga Tausaga-Collins · Estados Unidos                                                  | 63.18 m    | Denia Caballero · Cuba                                                                  | 61.86 m    | Rachel Dincoff · Estados Unidos                                               | 61.56 m    |
| Lançamento do martelo       | Janee' Kassanavoid · Estados Unidos                                                        | 71.51 m    | Brooke Andersen · Estados Unidos                                                        | 68.66 m    | Jillian Weir · Canadá                                                         | 66.20 m    |
| Lançamento do dardo         | Kara Winger · Estados Unidos                                                               | 64.68 m    | Ariana Ince · Estados Unidos                                                            | 59.69 m    | Rhema Otabor · Bahamas                                                        | 57.91 m    |

- A regra determina que um país só pode ganhar duas medalhas por evento. Tanto nos 5000 metros femininos quanto nos 3000 metros com obstáculos, os Estados Unidos venceram o evento, mas as medalhas de bronze foram para as atletas colocadas em quarto lugar.

### Misto
| Evento                 | Ouro                                                                                   | Ouro    | Prata                                                                             | Prata   | Bronze                                                                       | Bronze  |
| ---------------------- | -------------------------------------------------------------------------------------- | ------- | --------------------------------------------------------------------------------- | ------- | ---------------------------------------------------------------------------- | ------- |
| 4×400 metros estafetas | · Quincy Hall · Jaide Stepter Baynes · Ismail Turner · Kaylin Whitney · Estados Unidos | 3:12.05 | · Demish Gaye · Junelle Bromfield · Karayme Bartley · Andrenette Knight · Jamaica | 3:14.08 | · Reinier Pintado · Roxana Gómez · Lázaro Rodríguez · Lisneidy Veitía · Cuba | 3:20.35 |

## Participantes
Participaram 329 atletas de 26 nacionalidades.
| - Antígua e Barbuda (4) - Bahamas (28) - Barbados (4) - Belize (3) - Bermudas (10) - Ilhas Virgens Britânicas (4) - Canadá (37) - Ilhas Caimã (2) - Costa Rica (2) | - Cuba (26) - Dominica (2) - Granada (2) - Guadalupe (8) - Guatemala (7) - Haiti (4) - Honduras (2) - Jamaica (36) - México (7) | - Porto Rico (23) - São Cristóvão e Neves (3) - São Vicente e Granadinas (4) - El Salvador (4) - Trinidad e Tobago (12) - Turcas e Caicos (4) - Estados Unidos (88) - Ilhas Virgens Americanas (3) |

Legenda
| Recorde mundial       | Recorde mundial (World record)               |                       | Recorde africano                      | Recorde africano (African) |                                           | Q | Classificado por posição (Qualified) |
| Recorde do campeonato | Recorde do campeonato (Championship record)  | Recorde da América    | Recorde da América (Americas)         | q                          | Classificado por melhor tempo (Qualified) |   |                                      |
| Melhor marca do ano   | Melhor marca do ano (World leading)          | Recorde asiático      | Recorde asiático (Asian)              | DNS                        | Não largou (Did not start)                |   |                                      |
| Recorde nacional      | Recorde nacional (National record)           | Recorde europeu       | Recorde europeu (European)            | DNF                        | Não terminou (Did not finish)             |   |                                      |
| Recorde pessoal       | Recorde pessoal do atleta (Personal best)    | Recorde da Oceania    | Recorde da Oceania (Oceania)          | DSQ / DQ                   | Desclassificado (Disqualified)            |   |                                      |
| Recorde da temporada  | Recorde da temporada do atleta (Season best) | Recorde sul-americano | Recorde sul-americano (South America) | NM                         | Sem marca (No mark)                       |   |                                      |